# Yuri Kisil
Yuri Kisil (Calgary, 18 settembre 1995) è un nuotatore canadese.

## Palmarès
- Mondiali

Kazan 2015: bronzo nella 4x100m sl mista.
Budapest 2017: bronzo nella 4x100m sl mista e nella 4x100m misti mista.
- Mondiali in vasca corta

Windsor 2016: bronzo nella 4x50m sl mista.
Abu Dhabi 2021: oro nella 4x50m sl mista.
Budapest 2024: argento nella 4x50m sl mista.
- Giochi panamericani

Toronto 2015: argento nella 4x100m sl, bronzo nella 4x200m sl e nella 4x100m misti.
- Campionati panpacifici

Tokyo 2018: bronzo nei 50m sl.

## International Swimming League
| Stagione 2019 | stagione 2020  | Stagione 2021  |
| ------------- | -------------- | -------------- |
| London Roar   | Toronto Titans | Toronto Titans |